# Ivana Blojiška
Ivana Blojiška (Jeanne de Blois; 1253.? - 19. ili 29. siječnja 1291.) bila je grofica Bloisa, jedino dijete grofa Ivana I. Blojiškog i njegove supruge Alise, preko koje je bila unuka infante Blanke Navarske, kćeri Agneze od Beaujeua.
Ivana se 1272. udala za francuskog princa Petra od Perchea i Alençona. On je bio sin sv. Luja. Petru je Ivana rodila dvojicu sinova, Luja i Filipa.
Ivana je prodala Chartres 1291. Filipu IV. Lijepom, koji je bio nećak njezina muža. Te je godine i umrla.